# Chrysoctenis vittaria
Chrysoctenis vittaria är en fjärilsart som beskrevs av Jacob Hübner 1808/14. Chrysoctenis vittaria ingår i släktet Chrysoctenis och familjen mätare. Inga underarter finns listade i Catalogue of Life.